# Alexandre Luneau
Pour les articles homonymes, voir Luneau (homonymie).
Alexandre Luneau, alias Alexonmoon, né le 2 janvier 1988, est un joueur français de poker.

## Biographie
Alexandre Luneau découvre le poker en ligne en 2007, alors qu’il est en école d’ingénieurs à Compiègne. D'après son sponsor, il effectue un premier et unique dépôt de 5 $ en ligne, qu'il a fait fructifier jusqu'à 350 $, dès la première semaine. Alexandre s’intéresse alors de très près au poker, il prend toutes les sources d’information qui lui tombent sous la main : livres, forums, sites web, vidéos... Il se spécialise alors dans le cash game no limit hold'em, plus particulièrement en tête à tête (heads-up).
En 2008, Alexandre quitte ses études pour se consacrer à cent pour cent au poker, il monte rapidement de limites et commence à se faire un nom dans le poker en ligne.
Alexonmoon intègre la team Limpers en tant que coach en 2009 et fait des vidéos dans lesquelles il explique les mains qu'il joue. Alexandre joue alors en hautes limites. Il sympathise avec de grands gagnants en ligne comme Rui Cao, Cyril André, Renaud Desferet ou Nicolas Ragot, avec qui il partage son temps entre l’Europe et la Thaïlande.
Il rencontre Sébastien Sabic fin 2009, avec qui il se lie d'amitié. Sébastien est un spécialiste de deuce to seven triple draw et de mixed games alors qu'Alexandre est spécialisé dans le no limit hold'em et le pot limit omaha. Les 2 hommes décident de s'associer et se coachent mutuellement.
Alexonmoon constate que le niveau moyen des plus hautes parties de cash game mixed games en ligne est faible comparé à celui du no limit hold'em et du pot limit omaha. Il se lance alors dans les mixed games et commence par perdre des centaines de milliers de dollars avant d'inverser la tendance.
En 2010, Alexandre Luneau joue les plus grosses tables de poker mixed games en ligne. Les blinds vont jusqu’à 300$ / 600$ en no limit et 2 000$ / 4 000$ en limit. Il joue contre de grands noms du poker tels que Patrik Antonius, David Oppenheim (en), Phil Galfond (en), Gus Hansen, Viktor Blom, Tom Dwan ou Phil Ivey. 
Alexandre Luneau fait partie des plus grands gagnants français du poker et a constitué en quelques années un capital à huit chiffres. Il réalise son meilleur mois en ligne avec un gain de plus de 1 000 000 $ en décembre 2010 et le pire avec plus de 1 300 000 $ de perte en octobre 2014.
Le documentaire Nosebleed, réalisé par Victor Saumont, sorti en novembre 2014, suit Alexandre Luneau et Sébastien Sabic pendant les World Series of Poker 2014. Alexandre participe à sa première table finale des WSOP au 1 500 $ Limit Omaha Hi/Lo. Il remporte 58 769 $.
En novembre 2015, Alexandre Luneau intègre la team Winamax avec comme motivation de décrocher un titre aux World Series of Poker. Il est le sujet d'un épisode Dans la tête d'un pro où on le voit évoluer aux WSOP, diffusé en 2017.
En juin 2016, il finit 3e de l'event #9 10k$ Heads Up des WSOP 2016, empochant 123 929 $, son plus gros gain en tournoi à ce jour.
En aout 2017, après 10 ans de jeu, il annonce qu'il quitte la team Winamax, et prend sa retraite,.
Alexandre Luneau a gagné plus de 421 896 $ en tournois live, principalement pendant les WSOP, mais ces résultats ne prennent pas en compte ses gains en cash game, beaucoup plus importants, qu'il estime lui-même à plus de 10 millions d'euros.